# Fejlslutning
 Ikke at forveksle med matematisk fejlslutning.
En fejlslutning er en inkonsistent og/eller tvetydig og/eller ikke-følgende og/eller usand måde at tænke på, logisk og/eller empirisk set.

## Typer
Der findes både formelle og uformelle fejlslutninger.
Formelle fejlslutninger har med gyldigheden af ens argument at gøre. Om ens påstand følger logisk af ens begrundelse.
Uformelle fejlslutninger har med sandheden af delene i ens argument at gøre. Om ens konklusion og præmis/præmisser hver især er sande.
Et eksempel på en formel fejlslutning kan være, at man påstår at perfekte cirkler er runde fordi det blæser.
Dette er en fejlslutning, da begrundelsen ikke uddyber hvorfor perfekte cirkler er runde. Eksemplet er dermed ugyldigt.
Et eksempel på en uformel fejlslutning kan være, at man påstår at noget er sandt fordi de fleste mener det.
Dette er en fejlslutning i kraft af, at flertallet kan tage fejl. Eksemplet er dermed utilstrækkeligt, selvom konklusionen og præmissen evt. er sande.
Et ugyldigt argument kan stadig have sande præmisser og/eller en sand konklusion. De følger bare ikke af hinanden.
På samme måde kan et argument med usande præmisser samt en usand konklusion stadig være gyldigt.